# Parafia św. Stanisława w Niemirowie

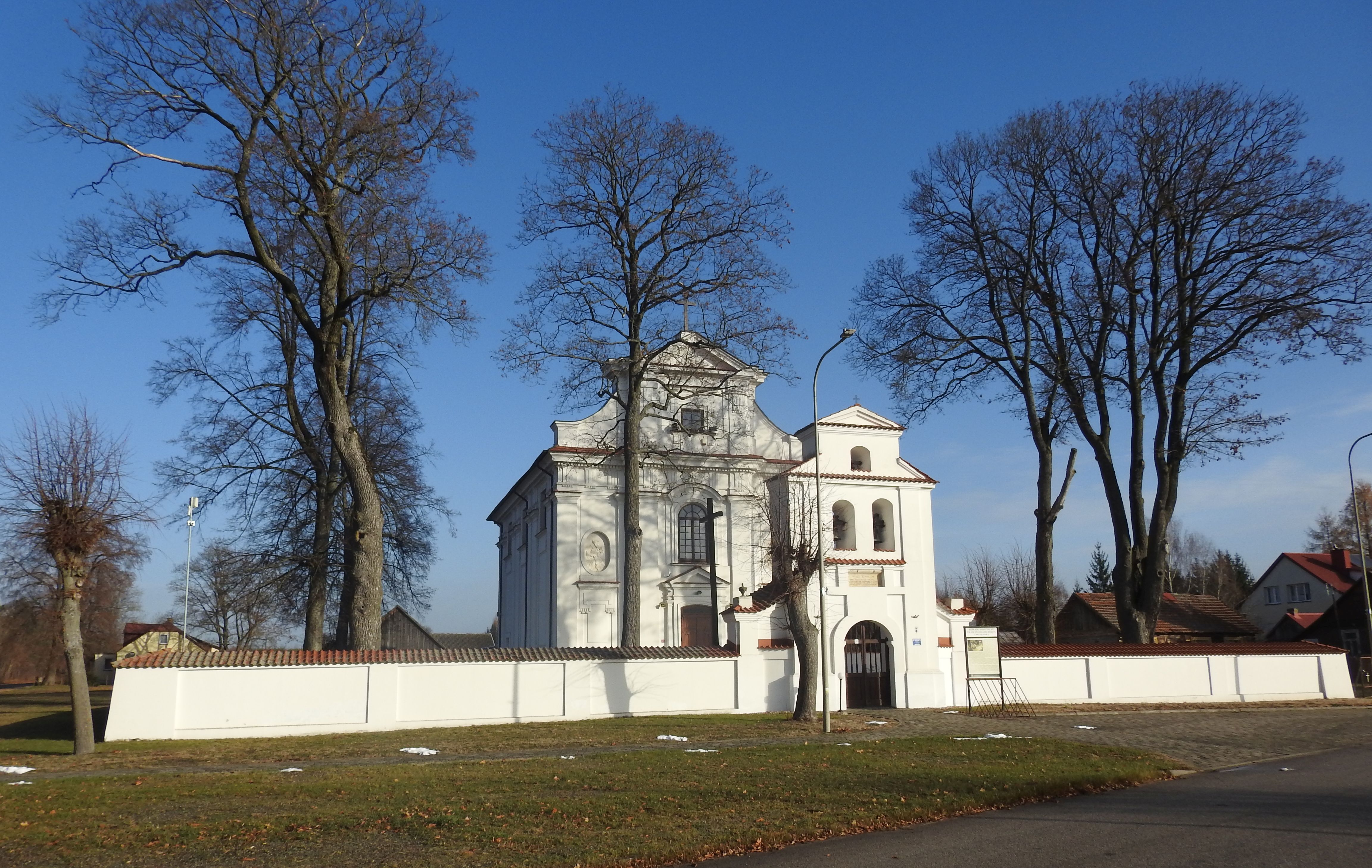
Kościół św. Stanisława Biskupa i Męczennika (2024)

Parafia pw. Świętego Stanisława Biskupa i Męczennika w Niemirowie - rzymskokatolicka parafia należąca do dekanatu siemiatyckiego, diecezji drohiczyńskiej, metropolii białostockiej. 
Parafia została erygowana 29 września 1620.

## Obszar parafii

### Miejscowości i ulice
W granicach parafii znajdują się miejscowości:
- Adamowo,
- Niemirów,
- Mętna,
- Sutno